# Власьевский сад
Власьевский сад — сквер в историческом центре Ярославля, рядом с площадью Волкова.

## История
Власьевский сад был разбит в 1859 году на пустом участке между Городским театром и церковью Святого Власия.
От других садов и бульваров он выделялся еловыми аллеями, проложенными по диагонали между симметричными группами лиственных деревьев. «Ярославские губернские ведомости» выражали надежду, что благодаря хвойным деревьям «садик на Власьевской площади непрерывно будет зеленеть и зимой, и летом». Сквер был обнесён декоративной оградой, а с устройством в городе водопровода в конце XIX века в центре сада появился фонтан с фигурой Вакха — античного бога веселья. В будние дни Власьевский сад был открыт с 9 утра и до 9 вечера. По праздникам здесь играла музыка, а накануне Троицы устраивались традиционные детские гулянья с играми и продажей сладостей..
В 1973 году во Власьевском саду со стороны площади Волкова был открыт памятник Ф. Г. Волкову.
12 октября 2012 году сквер открыт после реконструкции: были установлены новые лавочки и замощены дорожки. Также появились новые фонари и ультразвуковые установки для отпугивания птиц. Все работы по благоустройству Власьевского сада были профинансированы за счёт спонсоров. 28 декабря 2012 года в Власьевском саду была открыта зона свободного беспроводного доступа в Интернет.